# جاريت آلين
جاريت آلين (بالإنجليزية: Jarrett Allen)‏ هو لاعب كرة سلة أمريكي يلعب في مركز لاعب الوسط في نادي بروكلين نتس.

## روابط خارجية
- جاريت آلين على موقع الاتحاد الدولي لكرة السلة (الإنجليزية)
- جاريت آلين على موقع إن بي أي (الإنجليزية)
- جاريت آلين على موقع سبورتس رفرنس (الإنجليزية)
- جاريت آلين على موقع كرة السلة الأوروبية.كوم (الإنجليزية)
- جاريت آلين على موقع إي إس بي إن.كوم (الإنجليزية)
- جاريت آلين على موقع كلية كرة السلة في سبورتس رفرنس.كوم (الإنجليزية)
- جاريت آلين على موقع ريلجم (الإنجليزية)
- جاريت آلين على موقع بروبوليرز (الإنجليزية)